# 2865 Laurel

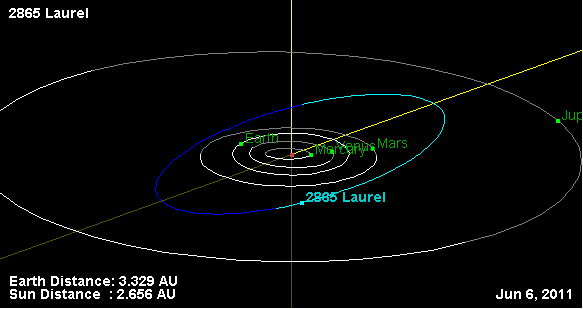
2865 Laurel

2865 Laurel eller 1935 OK är en asteroid i huvudbältet som upptäcktes 31 juli 1935 av den sydafrikanske astronomen Cyril V. Jackson i Johannesburg. Det har fått sitt namn efter den amerikanske komikern Stan Laurel.
Asteroiden har en diameter på ungefär 24 kilometer och den tillhör asteroidgruppen Maria.